# نصب يو إس إس أريزونا التذكاري
نصب يو إس إس أريزونا التذكاري يقع في قاعدة بيرل هاربر في هونولولو، هاواي مخصص لبحارة مدرعة يو إس إس أريزونا  التي غرقت أثناء القصف الياباني على القاعدة في الحرب العالمية الثانية. تم بناء النصب في عام 1962 ويزوره أكثر من مليون شخص سنوياً.